# إيمانويل غيران
إيمانويل غيران (بالفرنسية: Emmanuel Guérin)‏ هي نحّاتة فرنسية، ولدت في 4 يناير 1884 في Montfort-sur-Meu ‏ في فرنسا، وتوفيت في 18 نوفمبر 1967 في ميزون-لافيت في فرنسا.